# 開普敦無軌電車
開普敦無軌電車曾經是南非開普敦公共交通網絡的一部分，直到二十世紀中葉關閉時已有將近30年的歷史。當地講英語的人總是稱系統上的無軌電車為“無路電車”（Trackless trams），甚至系統的停靠點都被標記為“無路電車停靠”（Trackless Tram Stop）。

### 延伸閱讀
- Coates, R P. . Cape Town: Struik. 1976. ISBN 0-86977-063-2.
- Gill, Fraser. . Cape Town: Cape Electric Tramways. 1961. OCLC 25942319.
- Pabst, Martin. . Krefeld: Röhr Verlag. 1989. ISBN 3-88490-152-4. （英文） （德文）
- Patton, Brian. . Brora, Sutherland: Adam Gordon. 2004. ISBN 978-1-874422-50-1.

## 外部連結
维基共享资源上的相關多媒體資源：開普敦無軌電車
- Springbok Bus Roots: the Trackless Trams